# Josef Czekelius
Josef Czekelius, magyaros írásmóddal Czekelius József (Czeckelius József) (Nagyszeben, 1814 – Nagyszeben, 1878. június 14.) császári és királyi adóhivatalnok.

## Élete
Daniel Czekelius testvére. 1814. augusztus 19-én keresztelték meg Nagyszebenben. Előbb szappankészítéssel foglalkozott, később adóhivatali ellenőr lett szülővárosában.

## Munkái
Vorschlag zu einem zweckentsprechenden System des Feldbaues auf Hermannstädter Gebiet. Hermannstadt, 1848. (A nagyszebeni mezőgazdasági egylet által díjazott munka.)